# Eucyclotoma cymatodes
Eucyclotoma cymatodes is een slakkensoort uit de familie van de Raphitomidae. De wetenschappelijke naam van de soort is voor het eerst geldig gepubliceerd in 1899 door Hervier.